# Lymphangiogenese
Lymphangiogenese ist das Wachstum neuer Lymphgefäße von bereits existierenden Gefäßen ähnlich dem Prozess der Angiogenese (Wachstum der Blutgefäße). Davon abzugrenzen ist der Prozess der Lymphvaskulogenese (der de-novo-Bildung von lymphatischen Strukturen aus Vorläuferzellen).
Lymphangiogenese spielt eine wichtige physiologische Rolle in der Homöostase, im Stoffwechsel und der Immunität. Die unzureichende oder vermehrte Bildung von Lymphgefäßen ist charakteristisch für eine Reihe von Krankheiten, so z. B. für Tumor-Metastasierung, Lymphödem, Lipödem, Rheumatoide Arthritis, Psoriasis, Lymphangiomatosis und verzögerte Wundheilung.
Die Rolle des Lymphsystems in diesen Krankheiten hat das Interesse an der Lymphangiogenese erneut geweckt, nicht zuletzt aufgrund der Entdeckung von Markern, die spezifisch für lymphatische Endothelzellen sind, wie dem Rezeptor des Vaskulären Endothelzell-Wachstumsfaktor C VEGF-C (VEGFR-3), Podoplanin, LYVE1, PROX-1 und Desmoplakin. Diese spezifischen Marker ermöglichten neue Erkenntnisse über die Funktion, Struktur und molekularbiologischen Grundlagen des Lymphsystems. Mehrere Faktoren sind bekannt, die die Lymphangiogenese anregen, unter anderen VEGF-C, Hyaluronsäure and Ephrin-B2.